# Juan Núñez (peintre)
Pour les articles homonymes, voir Juan Núñez et Núñez.

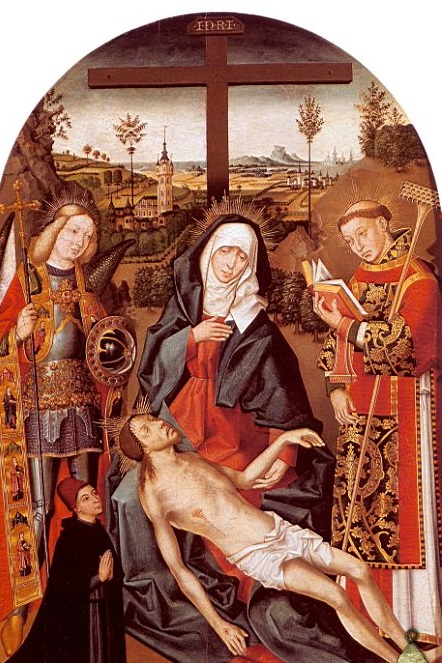
Piedad con san Miguel, san Vicente y un donante, huile sur bois, Sacristía de los Cálices, cathédrale de Séville.

Juan Núñez est un peintre espagnol de style hispano-flamand de la fin du XVe et du début du XVIe siècle.
Il fut l'élève de Juan Sanchez de Castro (es) et il est l'auteur de plusieurs tableaux qui ornent la cathédrale de Séville

## Source
Cet article comprend des extraits du Dictionnaire Bouillet. Il est possible de supprimer cette indication, si le texte reflète le savoir actuel sur ce thème, si les sources sont citées, s'il satisfait aux exigences linguistiques actuelles et s'il ne contient pas de propos qui vont à l'encontre des règles de neutralité de Wikipédia.